# Sia
Dynastie Sia (čínsky pchin-jinem Xià Cháo, znaky 夏朝), byla legendární čínská dynastie objevující se ve starověkých čínských kronikách čouského a následujících období, příkladně v Bambusových análech, Knize historie a Zápiscích historika. Dynastie byla podle nich ustavena mytickým Velkým Jü, který nastoupil vládu po Šunovi, posledním z pěti vladařů, a následována dynastií Šang. Podle tradiční chronologie založené na výpočtech Liou Sina (cca 50 př. n. l. – 23 n. l.) vládli panovníci dynastie Sia v letech 2205–1766 př. n. l.; podle chronologie založené na bambusových análech vládli v letech 1989–1558 př. n. l. Výsledkem chronologického projektu Sia-Šang-Čou jsou data 2070–1600 př. n. l.
V řadě čínských dynastií Sia zaujímala první místo. Pojetí čínských dějin založené na historii počínající hrdinnými prvními vládci a pokračující sledem dynastií postupně svržených poté, co ztratily mandát Nebes, bylo prosazeno konfuciány v období východní Čou. Později získalo dominantní pozici v čínské oficiální státní ideologii a historiografii. Ovšem věrohodné informace o dějinách Číny před 13. stoletím př. n. l., to jest před nejstaršími písemnými záznamy, pocházejí pouze z archeologických nálezů. Z nich není existence dynastie Sia prokázána, přestože je důležitým prvkem tradičního pojetí čínské historie. Nicméně čínští archeologové ji spojují s kulturou Er-li-tchou doby bronzové, rozšířenou zprvu v provinciích Che-nan a Šan-si, později i v Chu-peji a Šen-si, doloženou v letech 2000–1500 př. n. l.

## Legendární verze
Dynastie Sia je připomínána v několika klasických textech – Knize dokumentů, Bambusovými anály a Zápisky historika. Podle nich byl kmen zakladatelů dynastie Chua-sia, předkové dnešních Číňanů (Chanů).

### Původ a počátky

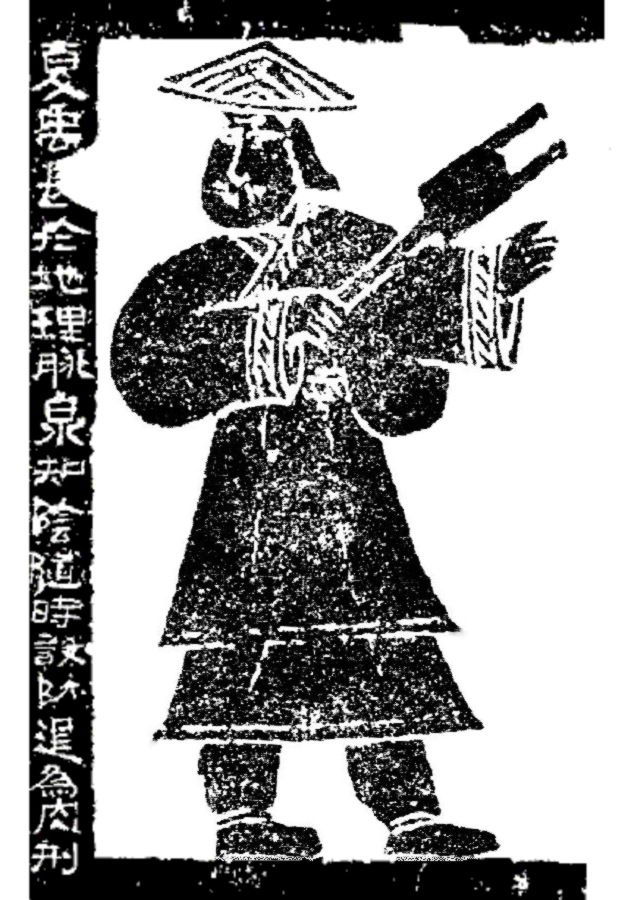
Jü Velký, zakladatel dynastie, v představě chanského umělce

Podle výše uvedených textů před založením dynastie probíhaly časté srážky mezi kmenem Sia a Čch’ Jouovým kmenem. Kmen Sia v dobách Čuan-süa, jednoho z pěti vladařů, postupně sílil. Zápisky historika a Kniha obřadů uvádějí, že Jü Velký byl vnuk Čuan-süa, jiní, například Pan Ku, považují Jüa za potomka Čuan-süa v páté generaci. Je proto možné, že dynastie Sia byla založena potomky Čuan-süa.
Kun, otec Jüa Velkého, je nejstarší člen rodu Sia uváděný v legendách. Podle nich se kvůli potlačení povodní na Žluté řece spojilo mnoho kmenů, přičemž vládce Jao jejich vedením pověřil Kuna. Ten přikázal postavit mohutné hráze, ale po devíti letech se řeka ukázala být silnější a hráze protrhla. Po devíti letech Jao předal vládu Šunovi, který Kuna nechal popravit.
Jüa si Šun vysoce cenil. Pověřil ho dokončením Kunova úkolu – zastavením záplav. Jüova metoda byla jiná – sjednotil všechen lid a přikázal mu vybudovat kanály, které odvedly přebytečnou vodu ze všech velkých řek do moře. Práce trvaly třináct let, během kterých neměl čas vrátit se do své vesnice. Legendy praví, že v oněch třinácti letech třikrát minul svůj dům, aniž do něj vstoupil, zdůrazňují tak jeho zaujetí prací. Po dokončení díla záplavy ustaly a Jü byl veleben lidmi.

### Založení
Jü zastavil záplavy a zvýšil zemědělskou produkci (když úrodu neodnášela voda), kmen Sia zesílil a Jü stanul v čele okolních kmenů. Brzy poté Šun jmenoval Jüa do čela armády, která měla bojovat s kmenem San-miao, který útočil na pohraniční oblasti. Vítězství nad nimi posílilo Jüa ještě více. Nyní již starý Šun abdikoval v Jüův prospěch.
Jü krátce před svou smrtí jmenoval svým nástupcem svého syna Čchiho. Tím starý systém, kdy se novým vladařem stával nejschopnější muž z okolí starého vládce, nahradil dědičným nástupnictvím a založil tak vládu dynastie Sia.

### Seznam vládců
Seznam je založen na S’-ma Čchienových Zápiscích historika, sepsaných v prvních desetiletích 1. století př. n. l. V kontrastu k následující dynastii Šang, archeologické výzkumy existenci panovníků dynastie Sia nepotvrdily.
Podle S’-ma Čchiena vládlo sedmnáct vládců dynastie déle než čtyři století. Hlavní město opakovaně stěhovali na nové místo,přičemž se pohybovali v povodí Chuang-che v dnešní provincii Che-nan a přilehlých oblastech provincií Šen-si, Šan-tung a Che-pej, pokusy o určení polohy míst udávaných S'-ma Čchienem a jinými zůstávají sporné. Liou Sin (cca 50 př. n. l. – 23 n. l.) určil dobu jejich vlády na roky 2205–1766 př. n. l.; podle chronologie založené na Bambusových análech vládli v letech 1989–1558 př. n. l. Výsledkem chronologického projektu Sia-Šang-Čou jsou data 2070–1600 př. n. l.
| Pořadí | Délka vlády (v letech) | Jméno                 | Jméno        | Jméno      | Poznámky                   |
| Pořadí | Délka vlády (v letech) | český přepis čínštiny | čínské znaky | pchin-jin  | Poznámky                   |
| ------ | ---------------------- | --------------------- | ------------ | ---------- | -------------------------- |
| 1      | 45                     | Jü                    | 禹           | Yǔ         | též Jü Velký (大禹; Dà Yǔ) |
| 2      | 10                     | Čchi                  | 啟           | Qǐ         |                            |
| 3      | 29                     | Tchaj Kchang          | 太康         | Taī Kang   |                            |
| 4      | 13                     | Čung Kchang           | 仲康         | Zhòng Kāng |                            |
| 5      | 28                     | Siang                 | 相           | Xiāng      |                            |
| 6      | 21                     | Šao Kchang            | 少康         | Shào Kāng  |                            |
| 7      | 17                     | Ču                    | 杼           | Zhù        |                            |
| 8      | 26                     | Chuaj                 | 槐           | Huái       |                            |
| 9      | 18                     | Mang                  | 芒           | Máng       |                            |
| 10     | 16                     | Sie                   | 泄           | Xiè        |                            |
| 11     | 59                     | Pu Ťiang              | 不降         | Bù Jiàng   |                            |
| 12     | 21                     | Ťiung                 | 扃           | Jiōng      |                            |
| 13     | 21                     | Ťin                   | 廑           | Jǐn        |                            |
| 14     | 31                     | Kchung Ťia            | 孔甲         | Kǒng Jiǎ   |                            |
| 15     | 11                     | Kao                   | 皋           | Gāo        |                            |
| 16     | 11                     | Fa                    | 發           | Fā         |                            |
| 17     | 52                     | Ťie                   | 桀           | Jié        | též Lü Kuej (履癸, Lǚ Guǐ) |

### Zánik
Ťie, poslední vládce dynastie Sia je v legendách popisován jako špatný a zkorumpovaný vládce. byl proto svržen Tchangem, zakladatelem dynastie Šang.
Po svržení dynastie Sia byli členové vládnoucího rodu rozptýleni a začleněni do okolních rodů. Od dynastie Sia odvozovali svůj původ vládci malého státu Čchi v dnešní provincii Che-nan. Také panovníci státu Jüe (a Min-jüe) v dnešním Če-ťiangu se, podle Zápisků historika, považovali za potomky dynastie Sia.
S'-ma Čchien rovněž uvádí, že Čchun-wej, syn posledního vládce dynastie Sia vypovězeného na sever tehdejší Číny, odešel se svými lidmi ještě více na sever k tamějším pasteveckým kmenům. Od Čchun-weje odvozoval původ vládnoucího rodu Siungnuů, národa, který se objevil na severních hranicích Číny ve 3. století př. n. l., tedy o patnáct století později.

## Archeologický výzkum a jeho interpretace

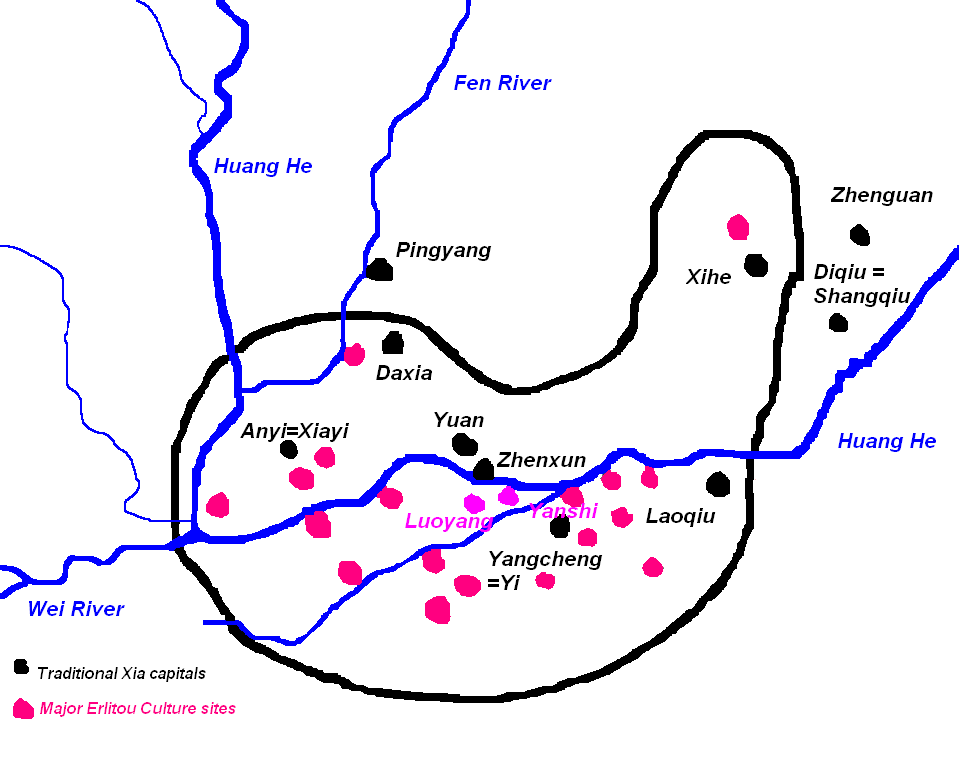
Rozšíření kultury Er-li-tchou, velké nálezy označeny červeně. Hlavní města dynastie Sia vyznačena černě.

Se státem dynastie Sia je částí historiků ztotožňována kultura Er-li-tchou. Kultura existovala zprvu v provinciích Che-nan a Šan-si, později se rozšířila i v Chu-peji a Šen-si. Doložena je v letech 2000–1500 př. n. l. Nalezena byla řada sídlišť, včetně velkého města (o 18–30 tisících obyvatelích) v Er-li-tchou. Nicméně souvislost mezi kulturou Er-li-tchou a dynastií Sia je předmětem stále trvající diskuze.
Třebaže město v Er-li-tchou bylo zprvu řazeno do raného období dynastie Šang, později je (přesněji první tři ze čtyř fází kultury Er-li-tchou), čínští archeologové přiřadili k dynastii Sia. Tento názor přijala řada historiků.
Neméně početný je tábor skeptiků, kteří pochybují o ztotožnění kultury Er-li-tchou s dynastií Sia, případně se domnívají, že dynastie Sia byla zkonstruována za dynastie Čou, ve snaze o legitimizaci svržení dynastie Šang Čouy. V tomto pojetí Čouové přetvořili ke svým účelům staré mýty o předchůdcích Šangů. Lid Sia, spojovaný s vodou, vodními tvory (draky a želvami), západem a smrtí, byl v mýtech protikladem lidu Šang, spojovaného s deseti slunci, ptáky, východem, nebem a životem. Čouové z legend sestavili příběh dynastie, která si v počátcích zachovala mytický charakter a na konci byla svržena, podobně jako Čouové svrhli Šangy. Podle jiné teorie čouští propagandisté přetvořili mýty o bojích mezi Šangy a jejich protivníky, přičemž Sia a Šangové mohli mít rovnocenné postavení dvou z kmenů či států Severočínské nížiny.
Podle ruského historika Leonida Vasiljeva je významná rovněž neexistence jména Sia, jejího zakladatele Jüa, ale i jmen jejích údajných předchůdců Jaoa a Šuna v šangských nápisech; nevyskytují se ani na raně čouských bronzech. Pozdější čouská Kniha dokumentů zná Jaoa, Šuna a dynastii Sia, ne však starší vládce. Ti se objevují až v díle S'-ma Čchiena, tedy v období dynastie Chan. Ve výsledku platí zákonitost, že čím pozdější je dílo, tím více uvádí podrobností o nejstarší historii. Proto Vasiljev vyvozuje, že příběh dynastie Sia byl sepsán v druhé polovině čouského období a za dynastie Chan, když tehdejší historikové uspořádávali staré mýty a legendy a sestavovali z nich jeden lineární souvislý příběh.
Nejnověji nálezy po roce 2007 na horním toku Chuang-che, v provincii Čching-chaj archeologové interpretovali tak, že tam došlo roku 1920 př. n. l. k zemětřesení a následné velké povodni, která měla zasáhnout i rozsáhlá území níže po proudu. Časově událost předcházela vzestupu kultury Er-li-tchou na středním toku Chuang-che a kultury Jüe-š’ v Šan-tungu, následovaném poklesem kultury Lung-šan v severočínské nížině. Nicméně ze severočínské nížiny, kde měly kmeny Sia žít, doklady o záplavách chybějí.